# Demanda induzida

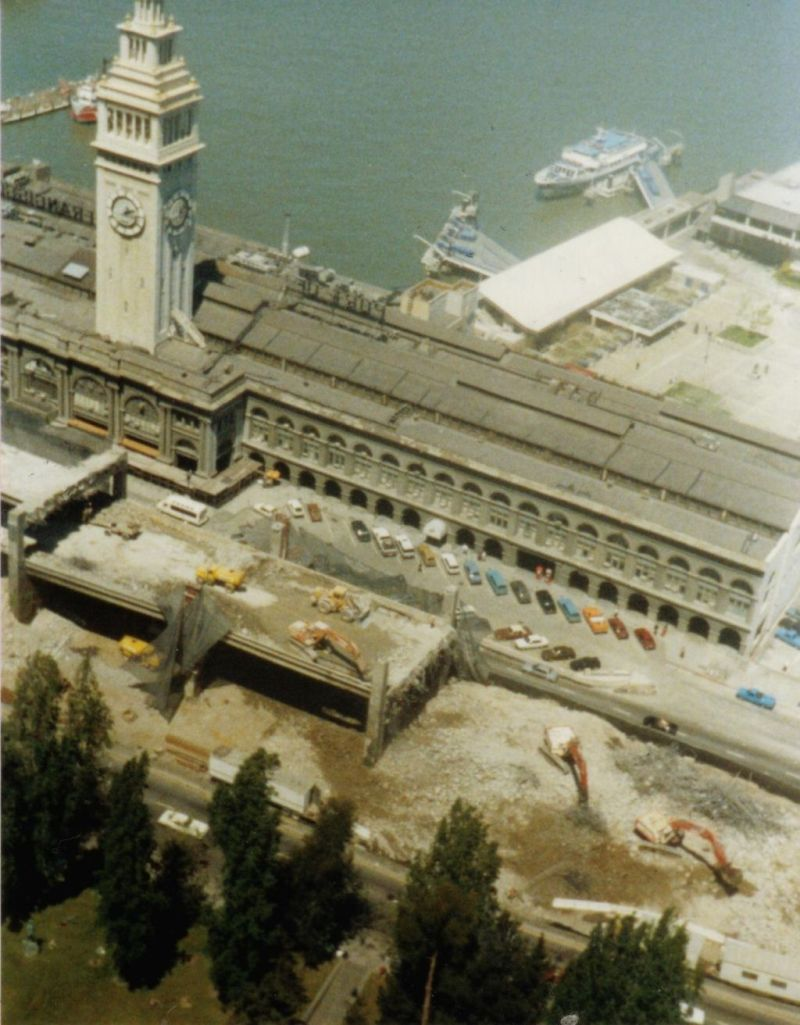
Parte da en em San Francisco sendo demolida em 1991. A retirada da rodovia ilustra o inverso da demanda induzida, " demanda reduzida".

A demanda induzida – relacionada à demanda latente e à demanda gerada – é o fenômeno que após o aumento da oferta, o preço diminui e mais do bem é consumido. Isso é inteiramente consistente com a teoria econômica da oferta e da demanda; entretanto, essa ideia tornou-se importante no debate sobre a expansão dos sistemas de transporte e é frequentemente usada como um argumento contra o aumento da capacidade de tráfego nas rodovias como uma cura para o congestionamento. Esse fenômeno, mais corretamente denominado "tráfego induzido" ou consumo da capacidade das estradas, pode ser um fator que contribui para a expansão urbana. O planejador urbano Jeff Speck chamou a demanda induzida de "o grande buraco negro intelectual no planejamento urbano, a única certeza profissional que todos parecem reconhecer, embora quase ninguém esteja disposto a agir".
O efeito inverso, ou demanda reduzida, também é observado (ver § Demanda reduzida (o efeito inverso)).

## Efeito nos sistemas de transporte

### Definições
De acordo com o CityLab:
A demanda induzida é frequentemente usada como um termo abrangente para uma variedade de efeitos interconectados que fazem com que novas estradas se esgotem rapidamente. Em áreas de rápido crescimento, onde as estradas não foram projetadas para a população atual, pode haver uma grande demanda latente por nova capacidade rodoviária, o que causa uma enxurrada de novos motoristas para tomar imediatamente a rodovia assim que as novas faixas forem abertas, obstruindo-as novamente. Mas esses indivíduos provavelmente já moravam nas proximidades; como eles se locomoveram antes da expansão? Eles podem ter usado meios de transporte alternativos, viajado fora do horário de expediente ou nem mesmo feito essas viagens. É por isso que pode ser difícil separar a demanda latente da demanda gerada – o novo tráfego que é resultado direto da nova capacidade. (Alguns pesquisadores tentam isolar a demanda gerada como o único efeito da demanda induzida).
A distinção técnica entre os dois termos, que muitas vezes são usados alternadamente, é que a demanda latente é a viagem que não pode ser realizada devido a restrições. É, portanto, "reprimido". Demanda induzida é aquela realizada, ou "gerada", por melhorias feitas na infraestrutura de transporte. Assim, a demanda induzida gera o tráfego que havia sido "reprimido" como demanda latente.

### História
A demanda latente é reconhecida pelos profissionais do tráfego rodoviário há muitas décadas e foi inicialmente referida como "geração de tráfego". Em termos mais simples, a demanda latente é a demanda que existe, mas, por uma série de razões, a maioria relacionada à psicologia humana, é suprimida pela incapacidade do sistema de lidar com ela. Uma vez que capacidade adicional é adicionada à rede, a demanda que estava latente se materializa como uso real.

O efeito foi reconhecido já em 1930, quando um executivo de uma empresa ferroviária de St. Louis, Missouri, disse à Comissão de Pesquisa de Transporte que o alargamento das ruas simplesmente produz mais tráfego e congestionamento mais pesado. Em Nova York, isso foi claramente visto no programa de construção de rodovias de Robert Moses, o "mestre construtor" da área da cidade de Nova Iorque. Conforme descrito pelo biógrafo de Moisés, Robert Caro [en], em The Power Broker:
Durante os últimos dois ou três anos antes [da entrada dos Estados Unidos na Segunda Guerra Mundial], alguns planejadores ... começaram a entender que, sem um sistema [de transporte] equilibrado, as estradas não só não aliviariam o congestionamento do transporte mas iria agravá-lo. Observando Moses abrir a ponte Triborough para diminuir o congestionamento na ponte Queensborough, abrir a ponte Bronx-Whitestone para aliviar o congestionamento na ponte Triborough e, em seguida, observar as contagens de tráfego em todas as três pontes montadas até que todas as três estivessem tão congestionadas quanto antes, planejadores dificilmente poderia evitar a conclusão de que a "geração de tráfego" não era mais uma teoria, mas um fato comprovado: quanto mais rodovias fossem construídas para aliviar o congestionamento, mais automóveis entrariam nelas e congestionariam e, assim, forçariam a construção de mais rodovias – que iria geram mais tráfego e ficam congestionados, por sua vez, em uma espiral cada vez mais ampla que continha as implicações mais impressionantes para o futuro de Nova York e de todas as áreas urbanas.
O mesmo efeito foi visto anteriormente com as novas vias que Moses construiu em Long Island nas décadas de 1930 e 40, onde
... toda vez que uma nova via pública era construída, ela rapidamente ficava congestionada, mas a carga nas vias antigas não era significativamente aliviada.
Da mesma forma, a construção do túnel Brooklyn-Battery falhou em diminuir o congestionamento no túnel Queens-Midtown e nas três pontes do East River, como Moisés esperava. Em 1942, Moses não podia mais ignorar a realidade de que suas estradas não estavam aliviando o congestionamento da maneira que ele esperava, mas sua resposta ao problema não foi investir em transporte de massa, mas construir ainda mais estradas, em um vasto programa que iria expandir ou criar recentemente 200 mi (300 km) de estradas, incluindo pontes adicionais, como a Throgs Neck Bridge e a Verrazano Narrows Bridge. J. J. Leeming [en], um engenheiro de tráfego rodoviário britânico e agrimensor do condado entre 1924 e 1964, descreveu o fenômeno em seu livro de 1969, Road Accidents: Prevent or Punish? :
Autoestradas e desvios geram tráfego, ou seja, produzem tráfego extra, em parte induzindo as pessoas a viajarem que de outra forma não o fariam, tornando a nova rota mais conveniente do que a antiga, em parte por pessoas que saem de sua rota direta para desfrutar do maior conveniência da nova estrada, e em parte por pessoas que usam as cidades contornadas porque são mais convenientes para compras e visitas quando o tráfego foi removido.
Leeming passou a dar um exemplo do efeito observado após a abertura do desvio de Doncaster da A1 (M) em 1961. Em 1998, Donald Chen citou o Ministro dos Transportes britânico dizendo: "O fato é que não podemos resolver nosso problema de tráfego construindo mais estradas." No sul da Califórnia, um estudo da Associação de Governos do Sul da Califórnia em 1989 concluiu que as medidas tomadas para aliviar o congestionamento do tráfego, como adicionar faixas ou transformar rodovias em estradas de dois andares, teriam apenas um efeito cosmético sobre o problema. Além disso, a Universidade da Califórnia em Berkeley publicou um estudo do tráfego em 30 condados da Califórnia entre 1973 e 1990, que mostrou que a cada 10% de aumento na capacidade das estradas, o tráfego aumentava 9% em quatro anos. Uma meta-análise de 2004, que incluiu dezenas de estudos publicados anteriormente, confirmou isso. Ele descobriu que:
... em média, um aumento de 10% nas milhas da pista induz um aumento imediato de 4% nas milhas percorridas pelo veículo, que sobe para 10% – toda a nova capacidade – em poucos anos.
Um aforismo entre alguns engenheiros de trânsito é "Tentar curar o congestionamento do trânsito adicionando mais capacidade é como tentar curar a obesidade afrouxando o cinto".
De acordo com o planejador urbano Jeff Speck, o texto "seminal" sobre a demanda induzida é o livro de 1993 O elefante no quarto: Dependência e negação do automóvel, escrito por Stanley I. Hart e Alvin L. Spivak.

### Preço da viagem rodoviária

Quando a oferta muda de S1 para S2, o preço (explicado abaixo) cai de P1 para P2, e a quantidade consumida aumenta de Q1 para Q2

Uma viagem em uma estrada pode ser considerada como tendo um custo ou preço associado (o custo generalizado, g ) que inclui o custo direto (por exemplo, custos de combustível e pedágios ) e o custo de oportunidade do tempo gasto na viagem, que é geralmente calculado como o produto do tempo de viagem e o valor do tempo dos viajantes .
Quando a capacidade da estrada é aumentada, inicialmente há mais espaço na estrada por veículo viajando do que antes, então o congestionamento é reduzido e, portanto, o tempo gasto em viagem é reduzido - reduzindo o custo generalizado de cada viagem (afetando o segundo "custo" mencionado no parágrafo anterior). Na verdade, esta é uma das principais justificativas para a construção de novas capacidades viárias (a redução dos tempos de viagem).
Uma mudança no custo (ou preço) da viagem resulta em uma mudança na quantidade consumida. Isso pode ser explicado usando a teoria simples de oferta e demanda, ilustrada a seguir.

#### Elasticidade da demanda de transporte
Para rodovias ou rodovias, a oferta refere-se à capacidade e a quantidade consumida refere-se aos quilômetros percorridos pelo veículo. O tamanho do aumento da quantidade consumida depende da elasticidade da demanda .
Uma revisão da pesquisa de transporte sugere que a elasticidade da demanda de tráfego em relação ao tempo de viagem é de cerca de − 0,5 no curto prazo e − 1,0 no longo prazo. Isso indica que uma economia de 1,0% no tempo de viagem gerará um aumento adicional de 0,5% no tráfego no primeiro ano. No longo prazo, uma economia de 1,0% no tempo de viagem resultará em um aumento de 1,0% no volume de tráfego.

### Exemplos do mundo real

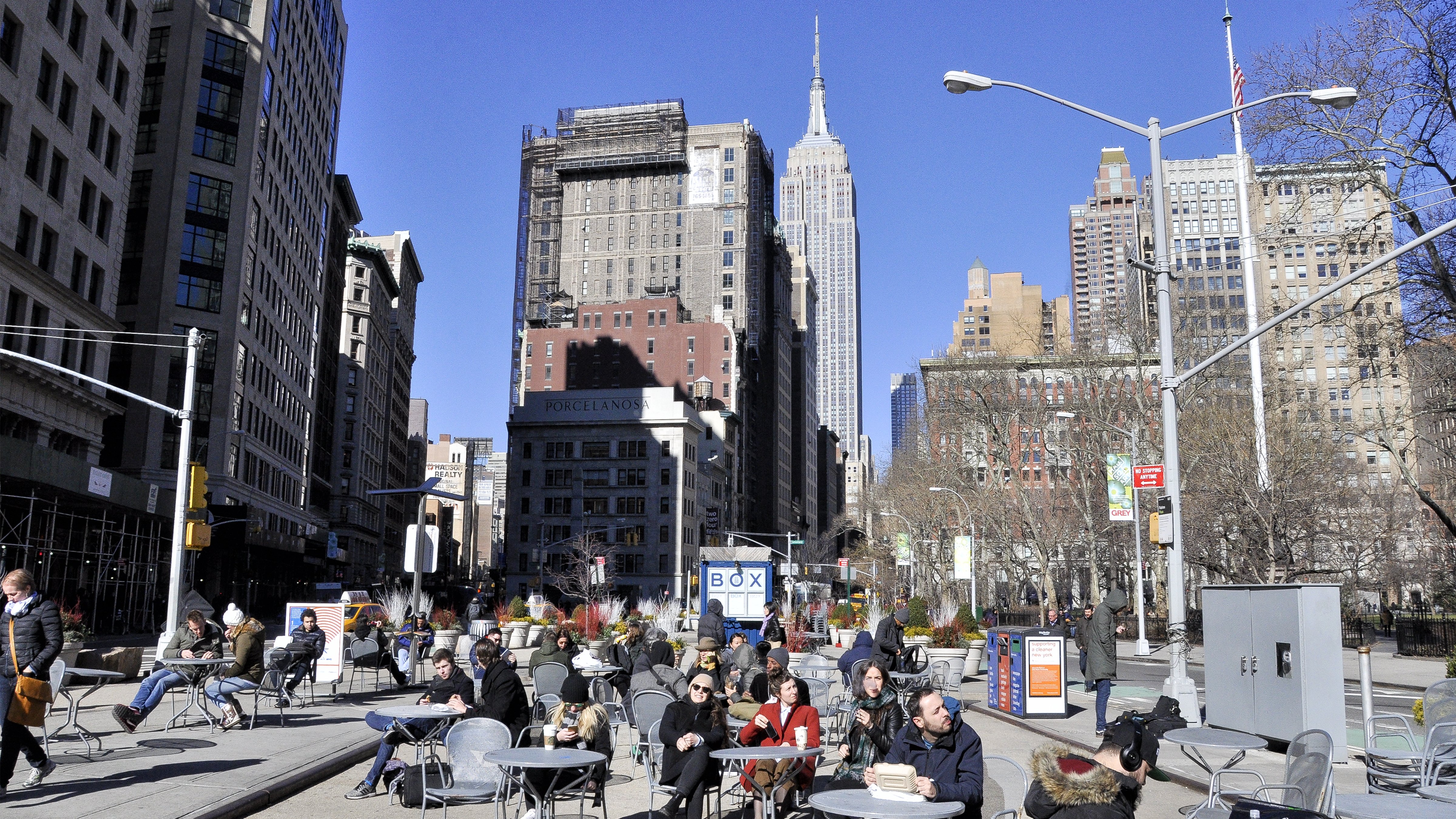
Uma praça para pedestres na Broadway na Madison Square ; o Empire State Building está ao fundo; A Broadway é reduzida neste ponto a uma única faixa (à direita)